# Ficus calcarata
Ficus calcarata är en mullbärsväxtart som beskrevs av Edred John Henry Corner. Ficus calcarata ingår i släktet fikonsläktet, och familjen mullbärsväxter. Inga underarter finns listade i Catalogue of Life.